# キャストKSBパートナーズ
株式会社キャストKSBパートナーズ（キャストけいえすびーパートナーズ）は、香川県・岡山県を活動拠点とする人材派遣会社。
瀬戸内海放送の関連会社である。

## 概要
2001年3月、瀬戸内海放送(KSB)の業務の一部を請け負い、放送記者やアナウンサー・レポーター、放送業務や総務・経理業務スタッフを派遣するために設立された。

## 本社・支社所在地
- 本社

香川県高松市天神前1番28号
- 西宝町オフィス

香川県高松市西宝町一丁目5番20号　KSB瀬戸内海放送内

## 現在所属しているアナウンサー・レポーター
以下のアナウンサーは全員親会社のKSB専属の契約アナウンサーである。
- 井原麗菜
- 岡崎夢
- 河田萌
- 瀧川奈津希（2020 - ）
- 前田圭見（旧姓：浮田、元瀬戸内海放送）
- 松木梨菜（2012 - )
- 野口真菜（2020 - ）
- 山内怜奈

## 過去に所属していたアナウンサー・レポーター
- 大倉聡（2001 - 2004。→長崎放送）
- 朝井美由紀（2001 - ）
- 丸朋子（2001 - 2004）
- 上村明子（→[リンク切れ]代表取締役社長）
- 小坂知里（2007 - 2010。→石川テレビ→NHK徳島放送局→エス・オー・プロモーション）
- 森礼見（2004 - 2005。→あいテレビ→フリー）
- 森本真帆
- 岡崎美奈江
- 藤村留名
- 北村実穂（2010 - 2014.1。→三重テレビ)
- 早川茉希（2010 - 2015。→ジョイスタッフ）
- 山田由美子（2011.3 - 2011.9）
- 久本真菜（2011 - 2015。→元テレビ神奈川→フリー）
- 櫻本茉朋（元NHK金沢放送局。2012 - 2015。→テレビ愛媛→フリー）
- 荒木優里（2013 - 2017。ジョイスタッフ）
- 西村志野（2014 - 2016.12。→ボイスワークス）
- 荒川千登勢（2015 - 2018）
- 松尾奈々里（→ASSOコンサルティングチーム）
- 宮口治子（2000 -。フリー→参議院議員）
- 吉岡美穂（→ASSOコンサルティングチーム）
- 佐田志歩（2015 - 2019。→ジョイスタッフ）
- 辻紗樹（2016 - 2019。→NHK和歌山放送局）
- 信長ゆかり（2017 - 2019→フリー）
- 中濱彩那（2019 - 2021。→舞夢プロ）
- 野口春香（→NHK高松放送局）
- 赤木由布子（2019 - 2023。→中京テレビ放送）
- 吉井万結(2022年→フリー)

## グループ会社
- KSB瀬戸内海放送
- 株式会社ウィザード
- 株式会社ウォーク
- 株式会社キャリアステーション
- 株式会社メディアミックス研究所
- 鮎滝カントリークラブ
- 三本松ロイヤルホテル